# Rayne (personaggio)
Rayne, anche conosciuta come "Agente BloodRayne" è l'immaginaria eroina della serie di videogiochi BloodRayne.

## Caratteristiche
Pur non essendo un videogame di grande successo, BloodRayne ha comunque suscitato molte attenzioni da parte del pubblico soprattutto grazie al carisma della sua protagonista, Rayne. Uno dei principali punti forti di Rayne è il suo character design, aggressivo e sensuale allo stesso tempo. Altra caratteristica di rilievo è la sua personalità atipica, che la distingue da molti eroi ed eroine degli altri titoli videoludici.
Rayne è una vampira che dà la caccia al padre, responsabile della morte di sua madre. Nel corso del suo cammino incrocia la Brimstone Society, una compagnia del quale si sa poco e nulla, che propone a Rayne di unirsi a loro nella lotta contro il male, in cambio di un contributo a ritrovare il padre. Rayne accetta e per decenni lavorerà al servizio della compagnia.
Le abilità di combattimento di Rayne sono improntate prevalentemente sul corpo a corpo, impiega le arti marziali e le sue armi principali sono una coppia di lame, montate tramite una sorta di bracciali ai suoi polsi, che si impugnano allo stesso modo della tonfa. Essendo poi per metà vampira, Rayne gode di una forza ed un'agilità superiori a quelle di una persona normale e dispone di alcune abilità percettive precluse agli umani, come la percezione dilatata, che le consente di rallentare lo scorrere del tempo e prevenire eventuali attacchi o azioni, o la percezione dell'aura, con la quale è in grado rilevare la presenza di forme di vita nel raggio di una decina di metri.

## Biografia
Il nome "Rayne" è in realtà soltanto il diminutivo del suo nome in codice con il quale la gente si riferisce a lei, il suo nome di battesimo è di fatto sconosciuto. Nasce in una imprecisata data compresa tra il 1915 ed il 1916, in una altrettanto imprecisata località degli Stati Uniti. È la figlia del vampiro Kagan e di una anonima donna, una delle tante vittime delle quali il vampiro si è servito per procreare i suoi discepoli.
La perdita della madre (avvenuta per mano di Kagan) e le violenze al quale assiste la piccola Rayne, incidono profondamente sulla sua personalità, rendendola brutale, irascibile e con una certa predisposizione alla violenza. Viene fortunatamente recuperata dal misterioso Mr. Trumain, che si prende cura di lei e la addestra nella caccia alle creature ostili. Nell'adolescenza, Rayne trascorre il suo tempo dando la caccia a tutti i vampiri che avessero in qualche modo a che fare con il padre.

### InBloodRayne
I primi contatti con la Brimstone Society avvengono in una notte del 1933, quando alla ragazza, appena diciottenne, viene offerto un invito da parte della compagnia, che è intenzionata ad aiutarla nella sua caccia al padre. Rayne accetta l'offerta ed insieme Mynce, una dampira asiatica più anziana, si reca a Mortton, in Louisiana, dove svolge la sua prima missione per conto della compagnia.
Nel luogo si è diffusa una strana epidemia che trasforma chi la contrae in una sorta di mostro controllato soltanto dalla sua brama di nutrirsi. Le due donne scoprono ben presto che questa infezione è causata da quelli che gli abitanti della zona chiamano "maraisecq", che fuoriescono da organismi denominati biomasse.
Mynce conviene che per eliminare le creature è necessario quindi eliminare le biomasse, e che per facilitarsi il compito è necessario dividersi. Rayne inizia dunque a dare la caccia alle biomasse, che distrugge ad una ad una ed insieme ad alcuni superstiti si reca in un mausoleo dove si era data appuntamento con Mynce. Ma quando giungono sul luogo dei maraisecq catturano e divorano i superstiti, Mynce compresa, per poi dileguarsi.
Rayne insegue le creature che si dirigono ad un cimitero delle barche dove, secondo le parole di una dei superstiti, si sta svolgendo un rituale di magia nera. Scopre che nel posto è stato effettivamente compiuto un rituale e poco dopo emerge dalle acque della palude una creatura gigantesca, molto simile ai maraisecq, che attacca Rayne. La ragazza sconfigge la creatura e rinviene tra le sue viscere uno strano oggetto, che cerca di entrare nel corpo di Rayne trafiggendola, e per il dolore perde i sensi.
Cinque anni dopo Rayne viene inviata in una località marittima dell'Argentina, con l'incarico di eliminare i principali membri di un esercito segreto del regime nazista, il Gegen Gheist Gruppe. In questa base segreta, il G.G.G. compie esperimenti di ogni genere. Nel suo cammino, Rayne incrocia Kommando, l'eretico Von Bluth e la folle Dr. Bàthory Mengele, che intende fare dei suoi "demoniti", delle creature scoperte sul luogo, una sorta di arma batteriologica. Successivamente, Rayne scopre degli scavi nelle fondamenta della base, dove il G.G.G. è alla ricerca di una reliquia conosciuta come l'"Occhio di Beliar".
Rayne riesce a trovare la reliquia, che come l'oggetto rinvenuto a Mortton, cerca di entrare nel suo corpo, e si insinua nella testa di Rayne, conferendole capacità visive superiori alla norma. Nel istante seguente, dei cataclismi colpiscono il luogo, e Rayne lascia l'isola, per poi recarsi presso la magione di un ufficiale nazista ed eliminarlo. Tra gli appunti del ufficiale c'è un rapporto riguardante una spedizione del G.G.G. avente luogo tra i monti della Germania, presso il Gaustadt, un castello abbandonato nel quale Wulf ultimerà il rituale per impossessarsi completamente del corpo di Beliar.
Giunta ai piedi nel castello, Rayne si ritrova di fronte a una guerriglia tra i soldati del G.G.G. e delle grottesche creature appartenenti a un'antica specie di vampiri, capeggiata da Hedrox, un essere apparentemente immortale. Destreggiandosi tra i soldati, i bersagli designati, le creature e alcuni atipici congegni bellici antiaerei semoventi, Rayne raggiunge Hedrox e i due si scontrano, ma essendo la creatura capace di sdoppiarsi ogni qualvolta essa viene ferita mortalmente, Rayne lo getta nel acqua, neutralizzandola momentaneamente, per poi dirigersi verso il luogo del rituale.
Tra i soldati ivi diretti, Rayne scorge con sua gran sorpresa Mynce, creduta morta nel incidente a Mortton, e ora al servizio di Wulf. Lo scontro tra le due non tarda ad arrivare, e si conclude con il ritiro temporaneo della ex collega di Rayne. Nel frattempo, Quest'ultima d'imbatte nei gemelli Krieger, altri ufficiali del G.G.G. e bersagli designati, vagamente interessati più a corteggiarla che affrontarla. Incontra in seguito nuovamente Mynce, in realtà una "talpa" all'interno del G.G.G. sotto le mentite spoglie di una mercenaria, che in sua assenza aveva ucciso altri dei bersagli incaricati a Rayne, e si offre di aiutarla nell'eliminazione di Wulf, ma nel istante in cui le donne s'incamminano arriva Wulf, che con i poteri ottenuti da parte dei restanti organi di Beliar sfonda il torace di Mynce, uccidendola cavando il suo cuore, per poi dirigersi verso una torre.
Rayne lo segue, ma quando arriva è ormai troppo tardi, il rituale è stato ultimato, Beliar risorge e il suo corpo cresce a dismisura. A Rayne resta soltanto arginare la sua crescita, e nel contempo, eliminare Wulf, che cerca a sua volta di uccidere il demone per ottenerne i poteri. A missione compiuta, Rayne viene contattata da DarkMan, suo corrispondente radiofonico, e avvisata del fatto che suo padre, Kagan, è stato rintracciato. Verso il 1939 avviene un attentato presso uno dei quartieri generali della Brimstone situato in Francia.

### BloodRayne 2
Verso il 1939 avviene un attentato presso uno dei quartieri generali della Brimstone Society, situato in Francia. Rayne sopraggiunge poco dopo e si ritrova faccia a faccia con il padre, in cerca di un artefatto conosciuto come "Scheggia del Vespro". I due hanno un breve dialogo, nel quale Kagan spiega che usa le armate naziste per redigere il suo "Culto di Kagan", sovvenzionato e subordinato dalla sua prole, e ottenere il suddetto artefatto, capace di arginare la vulnerabilità della loro specie al sole. Rayne cerca di attaccarlo, Ma Kagan, la ferma mostrandogli il signor Trumaine, gravemente ferito e preso in ostaggio, che nel frattempo fa un muto cenno alla ragazza di andarsene, mentre questo innesca una granata e fa saltare in aria il posto, nel tentativo di uccidere Kagan e distruggere l'artefatto. Dopo la morte di Trumaine, Rayne passa i decenni successivi a dare la caccia ai suoi fratellastri aderenti al Culto, uccidendoli uno per uno, affiancata dal nuovo collega Severin, anch'egli un dampiro.
Nel 2004, Rayne si infiltra presso un gala di beneficenza, organizzato dal suo prossimo bersaglio, il fratellastro Viktor Zerenzki, nonché uno dei maggiori esponenti del Culto.

### BloodRayne: Betrayal
Kegan è ritornato ed è più forte che mai. Ha in progetto di conquistare l'intero mondo. Questa volta bisogna attaccarlo nella sua magione, un castello celato in un posto segreto. La Brimstone Society manda così un gruppo di soldati con al loro comando la bella Damphira Rayne.